# Sulpicio Pío
Sulpicio Pío (Vatan, Berry, c. 576 - Bourges, 17 de enero de 646) fue un religioso franco, obispo de Bourges. Es venerado como santo por diversas confesiones cristianas.
"[...] Sulpicio, obispo de Burgos entre los años 624 y 644, consejero del rey Clotario II, que dio prueba de un gran celo en la conversión de  herejes y judíos y en la destrucción de los ídolos de los paganos, hasta el momento en que se retiró a vivir entre los pobres." (Jacques Heers, Historia de la Edad Media)

## Biografía
Sulpicio (Sulpicius) Pío o el bueno fue obispo de Bourges en 624.  Nacido en una familia aristocrática en Vatan (diócesis de Bourges), fue destinado a la carrera eclesiástica. Educado en la escuela palatina por el capellán del rey Gontrán I, acabó los estudios a los dieciséis años. San Austregisilo, obispo de Bourges, le ordenó sacerdote de su iglesia en 612. Posteriormente le nombraría diácono y finalmente director de la escuela episcopal. Clotario II, rey de los francos, que había escuchado sus méritos, le hizo capellán de la corte. A la muerte de Austregisilo (c. 624) volvió a Bourges para reemplazarlo. 

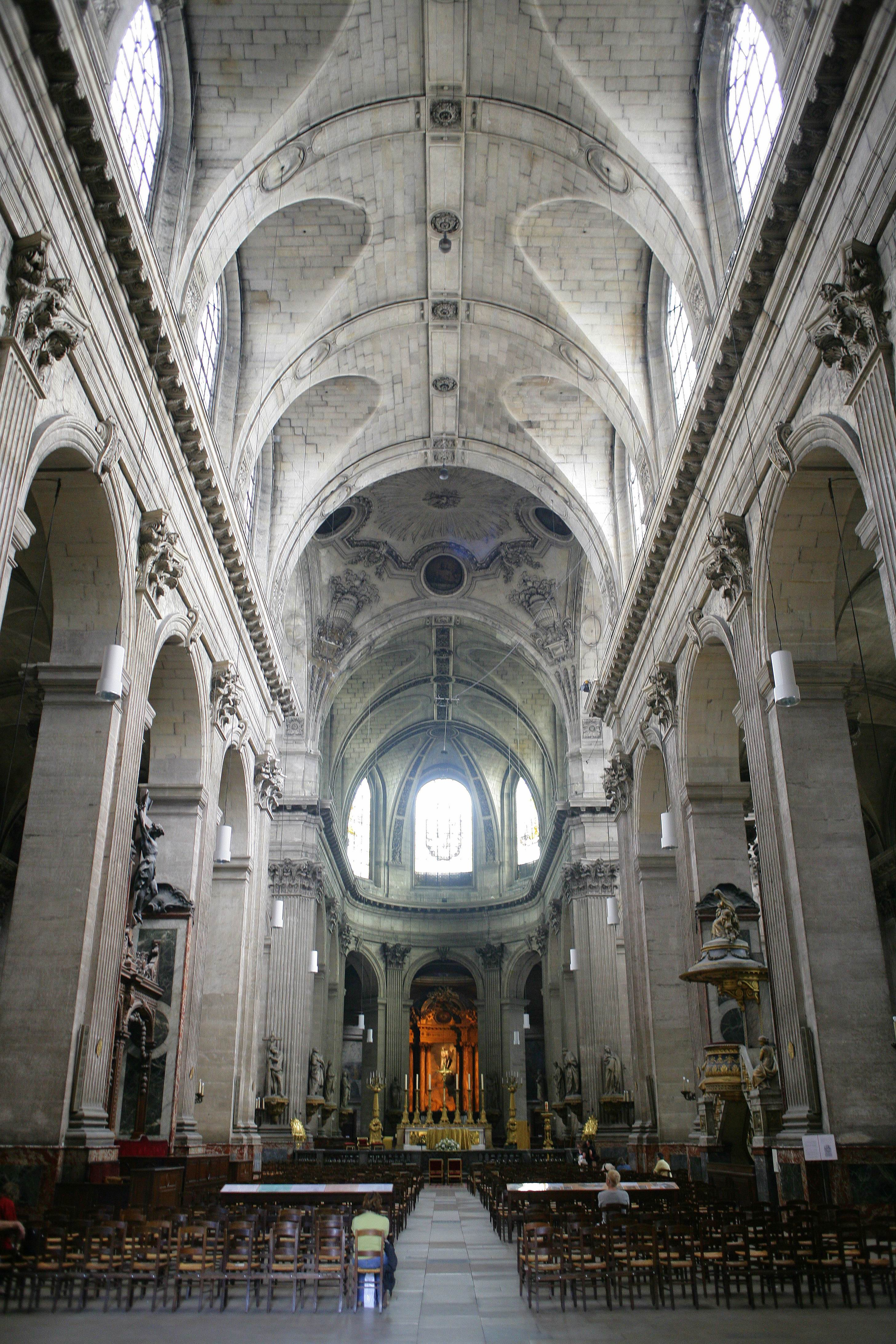
Saint-Sulpice de París, donde están las reliquias del santo.

Sulpicio redobló sus esfuerzos para restablecer la disciplina eclesiástica en su obispado y, sobre todo, en la conversión de judíos. En 626 Sulpicio asistió al Concilio de Clichy con otros obispos de la zona, aunque de esta reunión se conservan pocos documentos. Es llamado por Clotario II para consagrar el territorio de Cahors y consagró a Desiderio de Cahors como obispo de Cahors. De esta manera, Desiderio se convertiría en amigo personal y se conserva una abundante comunicación epistolar entre los dos. También Desiderio sería el encargado de escribir la biografía del santo: la Vita Sulpicii Episcopi Biturgi
Su biografía Vita relata cómo se enfrentó contra el general Lullo (Lollonius), enviado del rey Dagoberto I. El obispo defendió a sus feligreses. Organizó un ayuno de tres días y envió a uno de sus sacerdotes (Ebargisilus) para una recepción ante el nuevo rey Clodoveo II para animar al joven rey a tratar a su pueblo con mayor suavidad. 

Hacia el final de su vida, Sulpicio nombró a un coadjutor, Vulfolnde y se retiraría a un monasterio cerca de Bourges, que él mismo había fundado. Moriría el 17 de enero de 646, día donde se celebra su festividad. El listado de milagros en su tumba convierte su tumba en centro de peregrinación. 
Ese sitio, la basílica, donde este memorable hombre de Dios es enterrado, se llama Navis, por el puerto de barcos que se ve desde allí; el lugar más adorable entre dos ríos con pastos, maderas y viñedos en gran número, con prados y ríos entre planicies que se asemejan a la imagen del paraíso.
En sus funerales se vieron espectaculares manifestaciones de luto, tanto que el clero tuvo que apurar la celebración de las exequias. En su memoria se dedicó el célebre seminario parisino de Saint-Sulpice en el que, entre otros, estudiara San Juan Bautista de La Salle.